# ルースキー島連絡橋

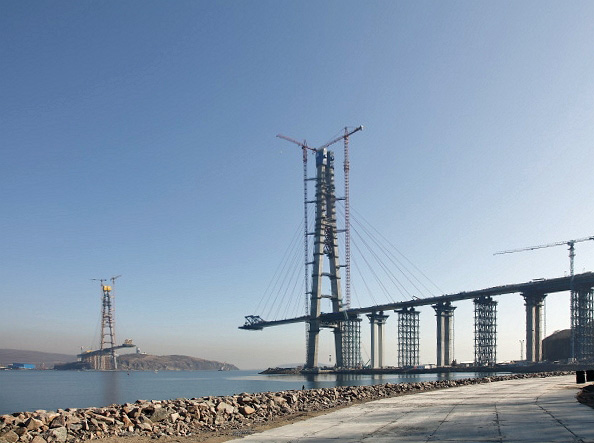
建設中のルースキー島連絡橋

ルースキー島連絡橋（ルースキーとうれんらくきょう、ロシア語: Мост на остров Русский）は、極東ロシアのウラジオストクのムラヴィヨフ・アムールスキー半島とルースキー島の間の東ボスポラス海峡を跨ぐ2本ある主塔（高さ324メートル）の間が1104メートルの世界最長の斜張橋。別名「ルースキー島橋（英語: Russky Island Bridge）」。

## 概要
2012年にロシアで初めてのAPECがウラジオストクで開催され（2012年ロシアAPEC）、その会場となるルースキー島へのアクセス改善のために連絡橋が建設された。同時に黄金橋・アムール湾横断橋も建設された。
2009年に日露両政府が合意の上、日本の大手重機メーカーが掘削機などの建設機械の供給などを通じて技術協力を行った。
この橋の完成はAPEC開催までには間に合わないという予測があったが、当時のウラジーミル・プーチン首相の監視のもとで常識を超えるスピードで工事が進められた。
2012年4月12日未明に橋をつなぐ最後のパネルが設置され、舗装等の仕上げ工事を行った後、4月13日に完成した。開通式はウラジオストク市創設記念日の7月2日に行われたが、工事の遅れにより正式開通は8月1日となった。
2本の橋脚（高さ324メートル）の間が1104メートルと世界一の規模である。

## 参照項目
- 黄金橋
- アムール湾横断橋